# 라베르즈망클레망시아

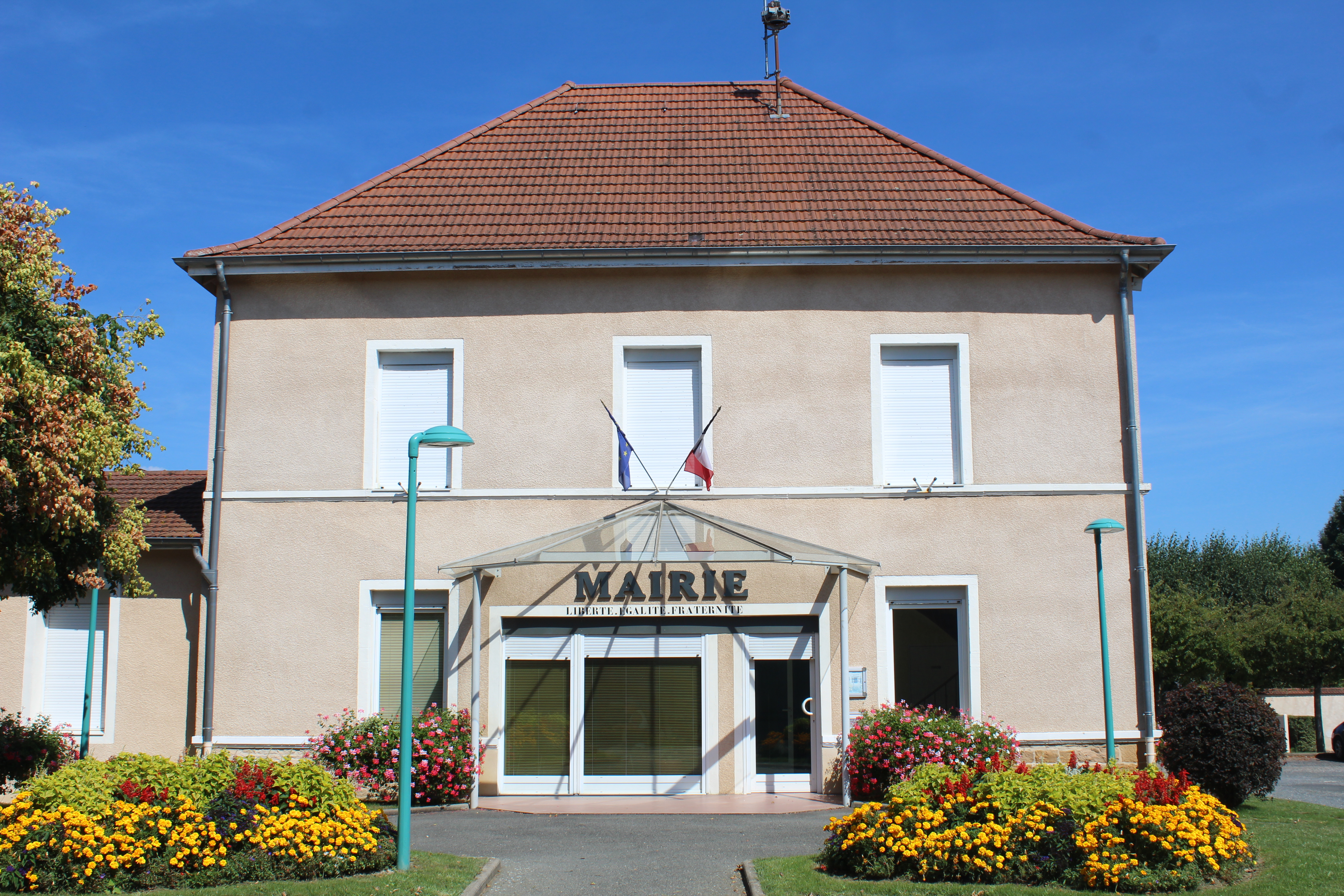

라베르즈망클레망시아(프랑스어: L'Abergement-Clémenciat)은 프랑스 동부의 론알프 레지옹의 앵주에 위치한 코뮌이다.

## 지리
샬라론 강이 서북 방향으로 흘러 라베르즈망클레망시아 코뮌의 남부를 통과한다.
앵주에는 쥐라 산맥에서 흐르는 강 이름을 딴 코뮌이 총 네개 있는데, 바로 라베르즈망클레망시아, 프티타베르즈맹, 그랑다베르즈맹, 라베르즈망드바레이다. 라베르즈망클레망시아는 11 ~ 15세기에 농업지 특권이 지정된 것으로 보인다.

## 역사
라베르즈망클레망시아는 한때 수목 농장이었다.

## 시장
| 이름                                   | 임기        | 임기        | 정당       | 비고 |
| -------------------------------------- | ----------- | ----------- | ---------- | ---- |
| 앙투안엘리제 뮈네 Antoine-Élisée Munet | 1857년      | 1882년      |            |      |
| 멜시오르 뮈네 Melchior Munet           | 1882년      | 1912년      |            |      |
| 엘리제 뮈네 Élisée Munet               | 1912년      | 1944년      |            |      |
| 폴 르베르디 Paul Reverdy               | 1944년 12월 | 1945년 2월  |            |      |
| 엘리제 뮈네 Élisée Munet               | 1945년 2월  | 1945년 5월  |            |      |
| 장마리 베유 Jean-Marie Beyoux          | 1945년 35월 | 1947년 10월 | 급진사회당 |      |
| 조제프 주아르 Joseph Jouard            | 1947년 11월 | 1971년 3월  |            |      |
| 르네 페레 René Perret                  | 1971년 3월  | 1997년 6월  | UDF-PR     |      |
| 장클로드 리고 Jean-Claude Rigaud       | 1997년 6월  | 2008년 3월  |            |      |
| 다니엘 불롱 Daniel Boulon              | 2008년 3월  | 현직        |            |      |

## 인구
2009년 기준 라베르즈망클레망시아의 주민수는 787명이다 (1999년 이후 8% 증가). 1999년에는 전국에서 11,370위였던 라베르즈망클레망시아는 2009년 11,540위를 차지했으며, 앵 주 내에서는 419위를 차지했다.
라베르즈망클레망시아의 주민수 변화는 1793년부터는 아베르즈망과 클레망시아에서 각각, 1861년부터는 아베르즈망클레망시아에서 실시된 인구조사를 통해 알려져 있다. 최고 주민수는 2006년 기준 811명에 달했다.
| 연도 | 인구 | ±%      |
| ---- | ---- | ------- |
| 1793 | 232  | —       |
| 1861 | 569  | +145.3% |
| 1866 | 556  | −2.3%   |
| 1872 | 620  | +11.5%  |
| 1876 | 604  | −2.6%   |
| 1881 | 605  | +0.2%   |
| 1886 | 622  | +2.8%   |
| 1891 | 594  | −4.5%   |
| 1896 | 572  | −3.7%   |
| 1901 | 637  | +11.4%  |
| 1906 | 629  | −1.3%   |
| 1911 | 560  | −11.0%  |
| 1921 | 566  | +1.1%   |
| 1926 | 543  | −4.1%   |
| 1931 | 540  | −0.6%   |
| 1936 | 506  | −6.3%   |
| 1946 | 471  | −6.9%   |
| 1954 | 424  | −10.0%  |
| 1962 | 407  | −4.0%   |
| 1968 | 347  | −14.7%  |
| 1975 | 368  | +6.1%   |
| 1982 | 477  | +29.6%  |
| 1990 | 579  | +21.4%  |
| 1999 | 728  | +25.7%  |
| 2006 | 811  | +11.4%  |
| 2009 | 787  | −3.0%   |
| 2012 | 777  | −1.3%   |

## 볼거리
- 라베르즈망클레망시아에는 오래된 마을이 있는데, 1994년 11월 18일부터 사적으로 분류되었다.
- 라베르즈망클레망시아의 성은 1700년에 건립해 19세기에 다시 지은 것이다.
- 라베르즈망클레망시아 교회는 파리 출신 건축가인 불로 씨의 지휘 하에 지어졌고, 1868년에 축성되었다.

## 같이 보기
- 앵 주의 코뮌 목록